# Basílica de San Juan Bautista (Telde)
La Basílica de San Juan Bautista y Santuario del Santísimo Cristo de Telde se encuentra en el municipio de Telde, en la isla de Gran Canaria (España). Está ubicada en la plaza de san Juan, en uno de los núcleos fundacionales de la ciudad de Telde, próxima al histórico barrio de san Francisco, y en frente del ayuntamiento.

## Historia
El histórico barrio de san Juan es el núcleo fundacional de la ciudad de Telde, que surgió en torno a la basílica del mismo nombre. Es un lugar privilegiado, en su plaza y alameda, enclave urbanístico de notable importancia, pues en ella se observan las casas más nobles de la urbe, en donde la cantería gris de Arucas, la cal del sur y las labores de carpintería pintadas siempre de verde, realzan el aspecto positivo del entorno.
La primitiva iglesia de san Juan Bautista en Telde fue mandada construir por Hernán García del Castillo "El Viejo". Estaba situada junto al torreón defensivo, constaba de una sola nave y la construcción era de piedra y barro con cubierta de teja.
Pronto la iglesia se derrumbó y fue Cristóbal García del Castillo quien, en 1484, fue el primer benefactor de la edificación de la actual basílica. La participación activa, como mayordomo de obras, de la construcción definitiva de la Iglesia Matriz de San Juan Bautista queda reseñaba en su testamento, como en el interior del primer fortín, que diera lugar a la ciudad, su padre y él levantaron con mucho esfuerzo y no pocos dineros la primera de las Iglesias, dotándola de ricos artesonados y bellas labores de cantería gris (basalto volcánico de la zona de Arucas, norte de Gran Canaria). Se convirtió en recaudador de dineros para la fábrica, de otros colonizadores, y a su costa cubrió todos los gastos de la Capilla Mayor, pagando además, los de una capilla colateral.
Originariamente la basílica disponía de tres naves, siendo la central la más alta. La capilla mayor fue costeada por Cristóbal García del Castillo. La basílica actual dedicada a san Juan Bautista consta de tres naves siendo la del centro la más amplia; allí se encuentra la venerada imagen del Santo Cristo de Telde que goza de mucha devoción en Gran Canaria y su diócesis.
La joya de la basílica es el retablo del altar mayor, donado igualmente por Cristóbal García del Castillo que lo trajo de Flandes, al igual que muchas y valiosas tallas de Luján Pérez, como Nuestra Señora de la Soledad de Telde, san José, San Juan Evangelista, el Cristo Crucificado custodiado en la sacristía, el Niño Jesús de la Virgen del Carmen y san Pedro de Verona, patrono de Gran Canaria. La basílica es también la parroquia matriz de la ciudad.

## Descripción
Hoy en día, después del paso de los años, luce todavía su portada, soberbio ejemplar de la arquitectura gótica sevillano-portuguesa; se observa cómo queda plasmada en la piedra toda suerte de elementos medievales (bolas, llamada "de los Reyes Católicos", alfiz árabe, bestiario, etc.).
La puerta fue hecha hace tres siglos con pinos de Tirajana, y en ella los herrajes son muestra de la labor de la fragua del Reino de Valencia.
En el interior, muchas son las obras de arte que muestran su rico ajuar:

### Retablo Gótico-Flamenco
Se encuentra formando parte del retablo del altar mayor. Fue traído de Flandes, seguramente por encargo de Cristóbal García del Castillo. Ya consta como adquirido en 1525. Es un tríptico tallado todo él en madera sobredorada, y nos muestra escenas de la vida de María.

### Retablo Mayor
Obra del barroco llamado de "retorno", fue estudiado con esmero por el doctor Alfonso Trujillo. 
Podemos apreciar cómo su unión al anterior no desmerece, ni le resta valor.

### Cristo de Telde
Llega a la ciudad de Telde entre 1550 y 1555. Está realizado, según técnica indígena, por los indios de Michoacán de México, los cuales hacen una pasta de mazorca de maíz con la que modelan las figuras; por ello pesa 6 kg y medio, aunque su estatura es de 1,80 metros. Su carácter acartonado no le resta belleza. Tiene gran devoción y es la imagen de Cristo más venerada de la diócesis de Canarias, que engloba la provincia de Las Palmas. La cruz fue recubierta de plata en el siglo XIX, gracias a la donación que hizo la feligresa Encarnación Navarro.

### Imaginería de José Luján Pérez
De su factura existen en este templo varias tallas, entre las que figuran:
- San Pedro de Verona, patrono de Gran Canaria
- San Juan Evangelista
- Cristo Crucificado, custodiado en la sacristía.
- San José
- Nuestra Señora de la Soledad
- Niño Jesús de Nuestra Señora del Carmen

## Arquitectura interior de la Basílica
El interior de la basílica de san Juan en la ciudad de Telde, sin duda uno de los templos más antiguos de Canarias , nos ofrece en su cabecera, por donde debió empezarse la construcción en gótico, arcos apuntados. Son apuntados también los arcos de ingreso de las capillas del Evangelio, Epístola y Mayor, sino igualmente los que comunican la capilla Mayor con las capillas colaterales. Estos arcos de la cabecera deben pertenecer a los maestros canteros Juan Álvarez y López Ortiz.
Pero, conforme descendemos desde la capilla Mayor, el aspecto arquitectónico varía. Se aprecian construcciones de capillas con arcos de medio punto. Se observa la cabecera del lado de la Epístola, realizada en cantería azul. Las columnas del cuerpo de la Basílica, son un muestrario de cantería. Hay no sólo cantería dorada, sino también roja o encarnado, bastante más oscura. Toda esta variedad de cantería de arcos y columnas de la basílica de Telde le dan un aspecto especial y peculiar.

## Tríptico de la Virgen
En la basílica menor de san Juan Bautista en Telde se venera un tríptico flamenco de la Virgen, donado en el siglo XVI por Cristóbal García del Castillo. La tabla, de indudable valor artístico, consta de cinco escenas:
Tres en el anverso: La adoración del Mesías por los pastores, la Epifanía de los Reyes Magos y La Anunciación del Ángel a María.
Dos en el reverso: El retrato del donante Cristóbal y San Cristóbal.
El Tríptico fue traído de Flandes por su donante, quien lo guarda en su casa hasta que por deseo testamentario pasa a la basílica de San Juan Bautista. En la mitad del siglo XIX pasa de nuevo a la casa de los Del Castillo-Olivares, hasta que por interés de la IV Marquesa del Muni Dña. María del Pino de León y Castillo, fue nuevamente donada a la basílica matriz de Telde, exhibiéndose protegida en una vitrina, en la Capilla de Nuestra Señora de la Soledad.

## Datos de interés
- En esta basílica el titular es San Juan Bautista, que también es patrono de la Ciudad de Telde, cuya imagen es obra del escultor tinerfeño Fernando Estévez.
- El Cristo de Telde ostenta también el cargo de Alcalde perpetuo de la ciudad de Telde. Actualmente ostenta este título de manera compartida con la Virgen de las Nieves del barrio teldense de Lomo Magullo, quién también posee el título de Celestial Alcaldesa Mayor y Perpetua de la ciudad de Telde desde 1977.
- El templo teldense está declarado Bien de Interés Cultural por el gobierno de Canarias.[2]
- El 5 y 6 de junio de 2025, la imagen de la Virgen del Pino (Patrona de Gran Canaria) se trasladó a la ciudad de Telde, en donde se hospedó primero en la Iglesia de San Gregorio y después en esta Basílica de San Juan. Durante su estancia en la ciudad se encontró de nuevo, tras 25 años y por segunda vez en la historia con el Cristo de Telde, tras su primer encuentro en el año 2000 en la Catedral de Las Palmas de Gran Canaria.[3]

## Título de Basílica
El 6 de abril de 1973 el papa Pablo VI eleva a la dignidad de Basílica menor a la parroquia de San Juan Bautista de Telde en cuya ceremonia presidió el obispo de la Diócesis de Canarias, Infantes Florido en la que se dio lectura del breve papal. El Papa firma la concesión de título de basílica a san Juan Bautista de Telde extendiendo un breve pontificado, llamado qui in beatissimi, firmado, en la Ciudad del Vaticano, el día 6 de abril de 1973, avalado por la firma del cardenal Villot. La razón de este título es por haber sido Telde la primera sede episcopal de Canarias y la antigüedad del primitivo templo de San Juan.
Para conmemorar dicho acto se colocó una placa al lado de la capilla del Baptisterio en donde se recoge el Papa que la elevó a Basílica Menor y el Obispo que presidió la ceremonia. Este templo fue el tercero en ser nombrado basílica por la Santa Sede en el archipiélago Canario, tras la Catedral de Canarias en 1894 y la Basílica de Nuestra Señora del Pino en 1916.

## Galería fotográfica

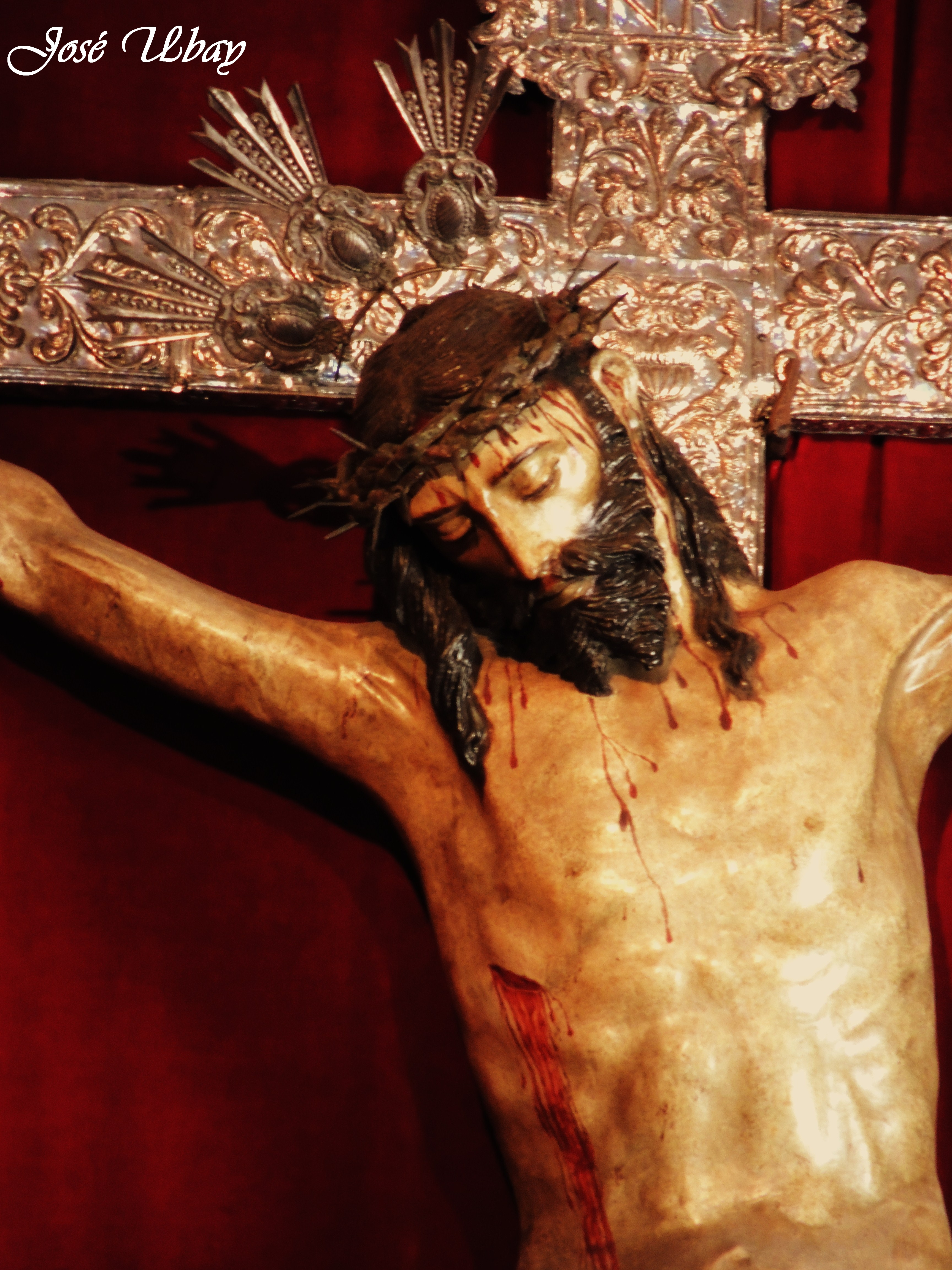
Imagen del Santísimo Cristo de Telde que preside el altar mayor de la basílica teldense.
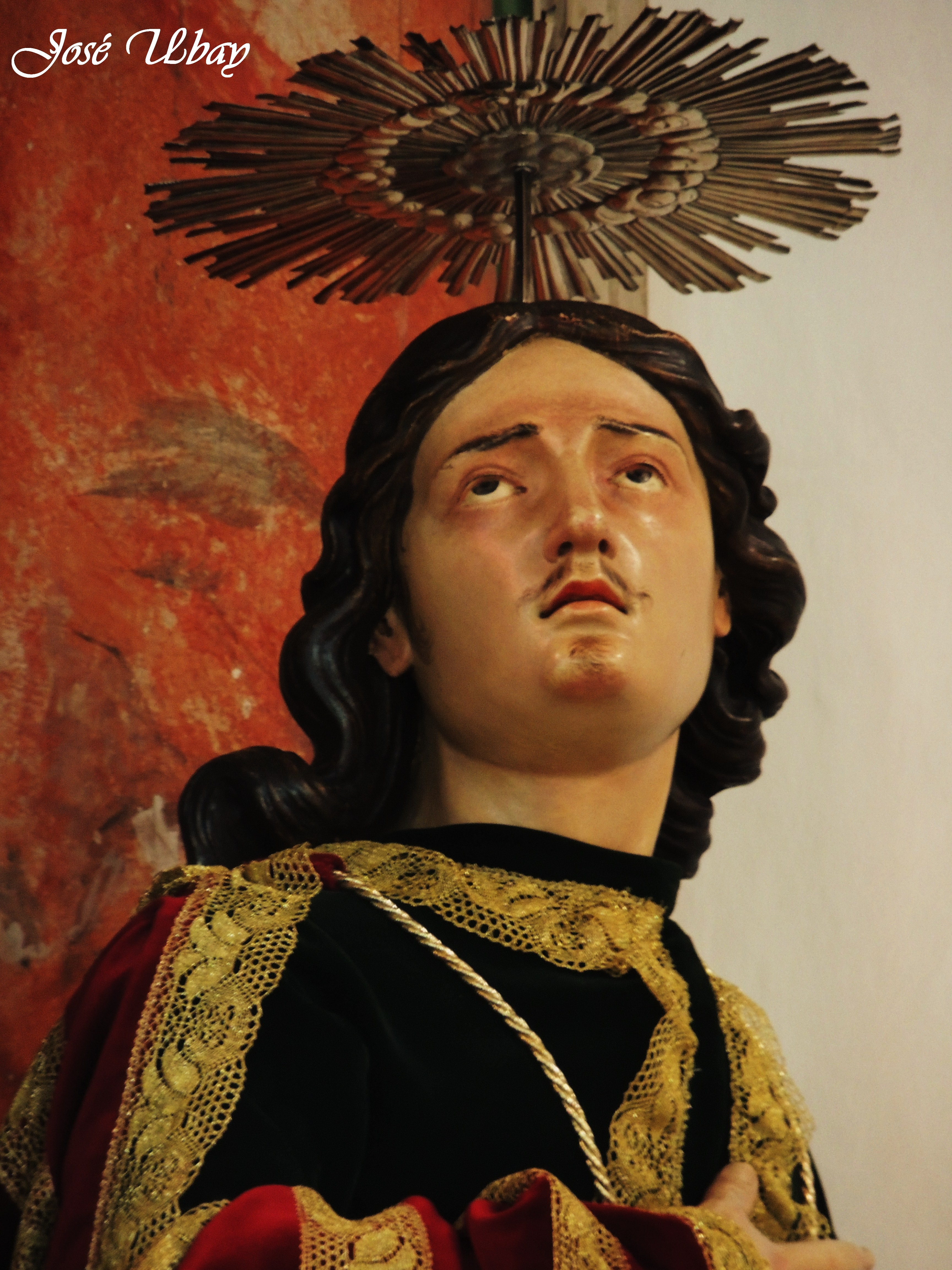
San Juan Evangelista que se encuentra en la capilla de Nuestra Señora de la Soledad, es obra de José Luján Pérez.
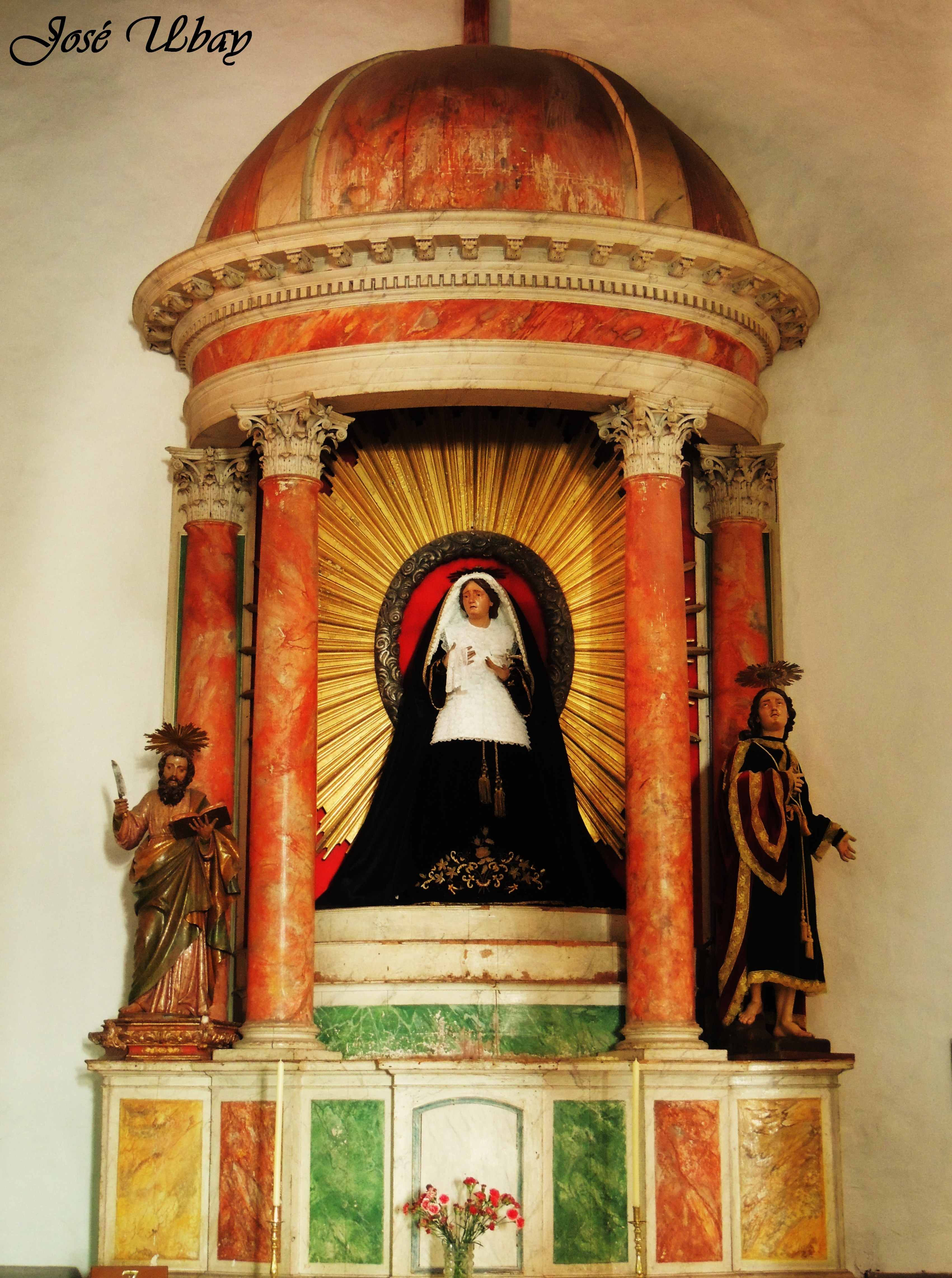
Capilla de Nuestra Señora de la Soledad, antes del Sagrado Corazón de Jesús.
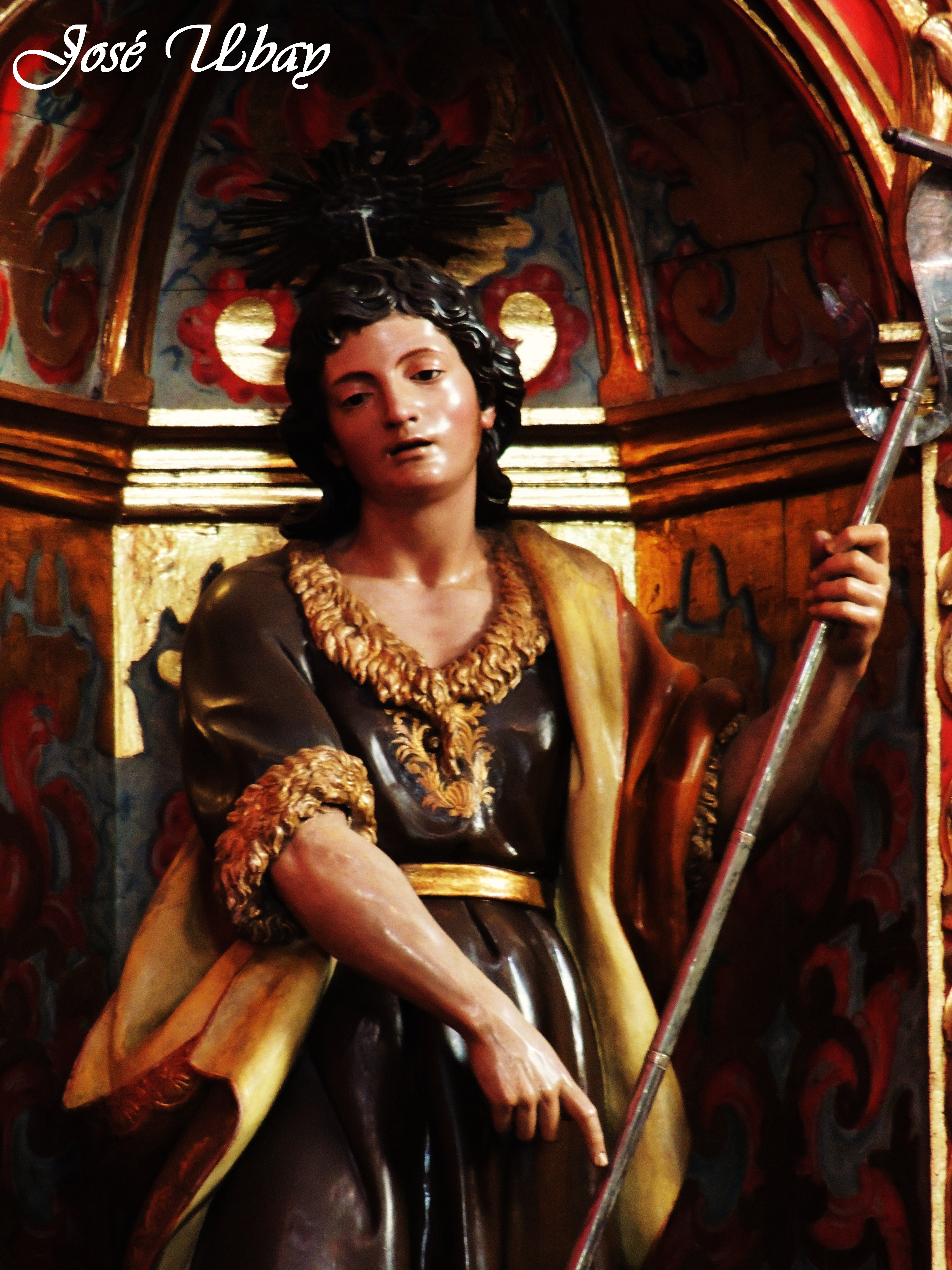
San Juan Bautista, titular de la basílica y patrono de la ciudad, es obra de Fernando Estévez de Salas.
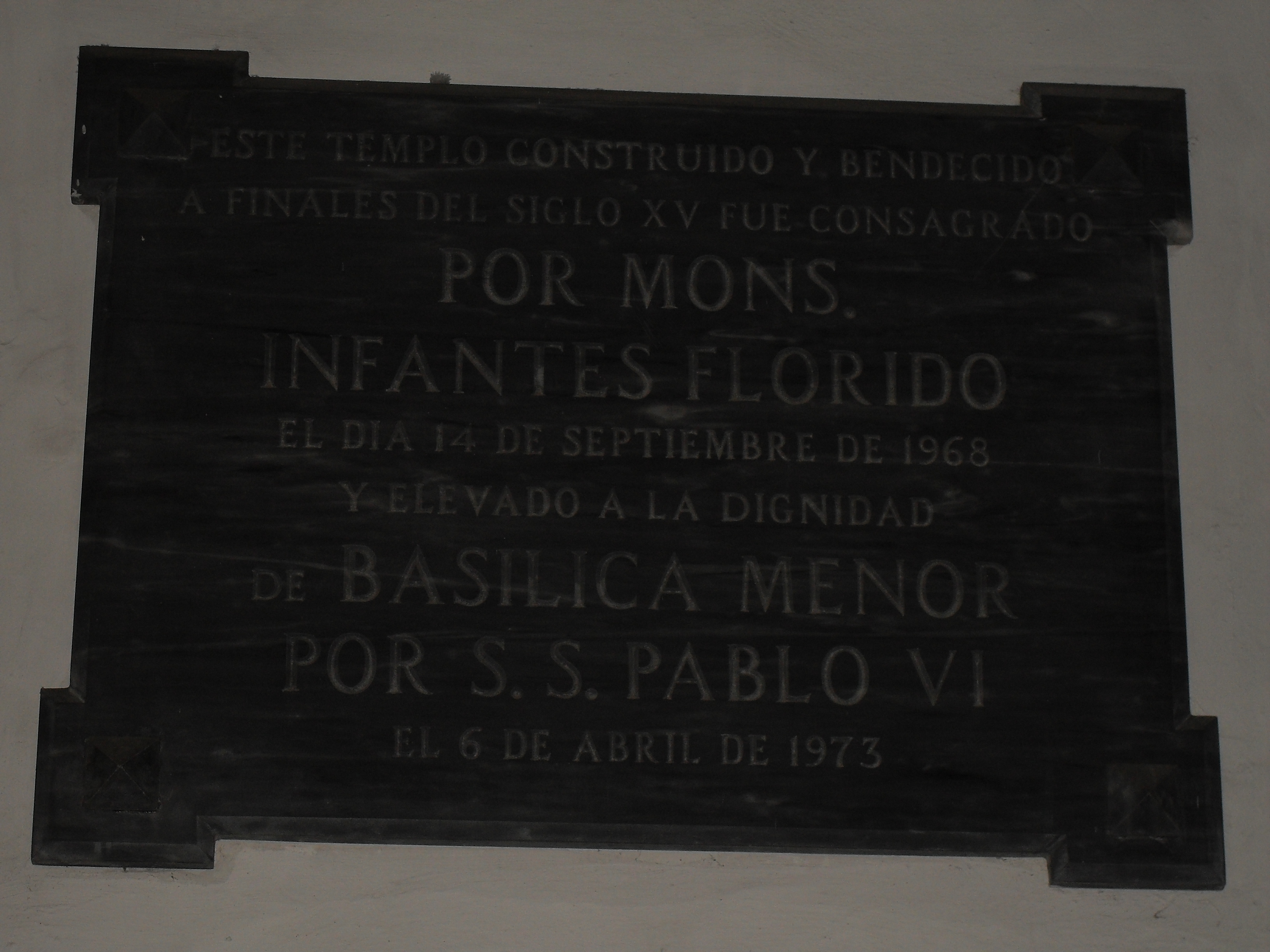
Lápida que se encuentra en la basílica de san Juan Bautista en conmemoración a su nombramiento como Basílica menor.
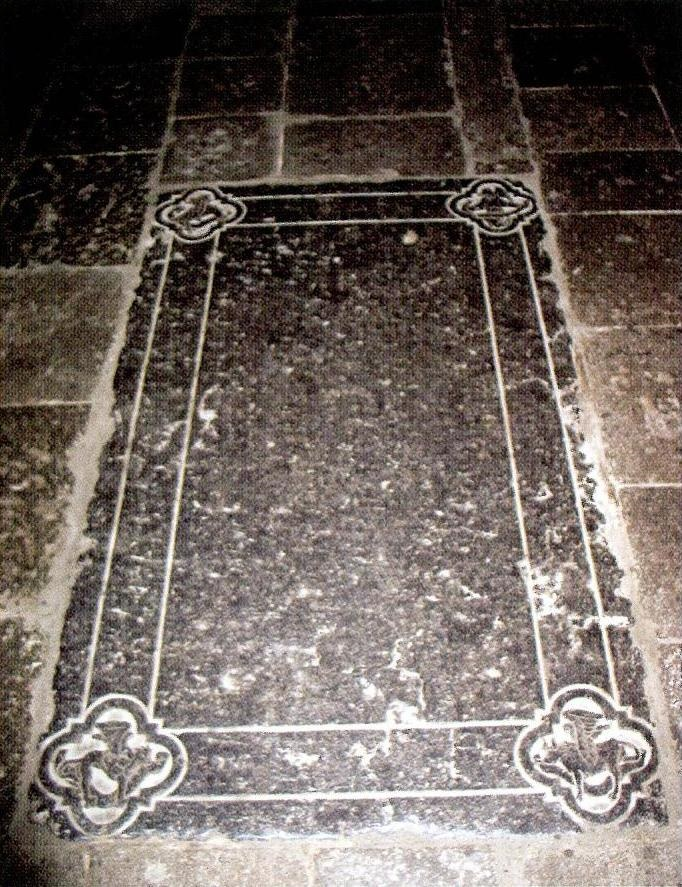
Lápida sepulcral de Cristóbal García del Castillo